# Hubert R. Harmon
Tenente-General Hubert Reilly Harmon (3 de abril de 1892 - 22 de fevereiro de 1957), após uma carreira de destaque no combate da Segunda Guerra Mundial, foi fundamental no desenvolvimento dos planos para a criação da Academia da Força Aérea dos Estados Unidos. Ele foi o primeiro superintendente da academia e foi uma das pessoas mais influentes em estabelecê-lo como uma instituição de sucesso educativo.